# Antonín Mohl
Antonín Mohl (15. prosince 1859 Chlumčany – 8. ledna 1924 Rakovník) byl rakouský a český národohospodář, pedagog, odborník na chmelařství a politik, na počátku 20. století poslanec Českého zemského sněmu.

## Biografie
Narodil se jako čtvrté z osmi dětí chalupníka Jana Mohla (* 3. 9. 1827 – ?) a jeho ženy Terezy Hlavanové. Absolvoval studium chemie na české polytechnice v Praze a také obor zemědělství na Hospodářské škole v Královci. V období let 1889–1897 působil coby ředitel Hospodářské školy v Lounech, v letech 1897–1900 řídil Lnářskou školu v Humpolci. Od roku 1900 stál v čele Rolnicko-hospodářské školy v Rakovníku. Od roku 1882 publikoval národohospodářské studie, zaměřoval se na rozvoj chmelařství. Byl zakladatelem a redaktorem Chmelařských listů a Věstníku hospodářsko-průmyslového spolku rakovnického. Roku 1894 založil Český chmelařský spolek.

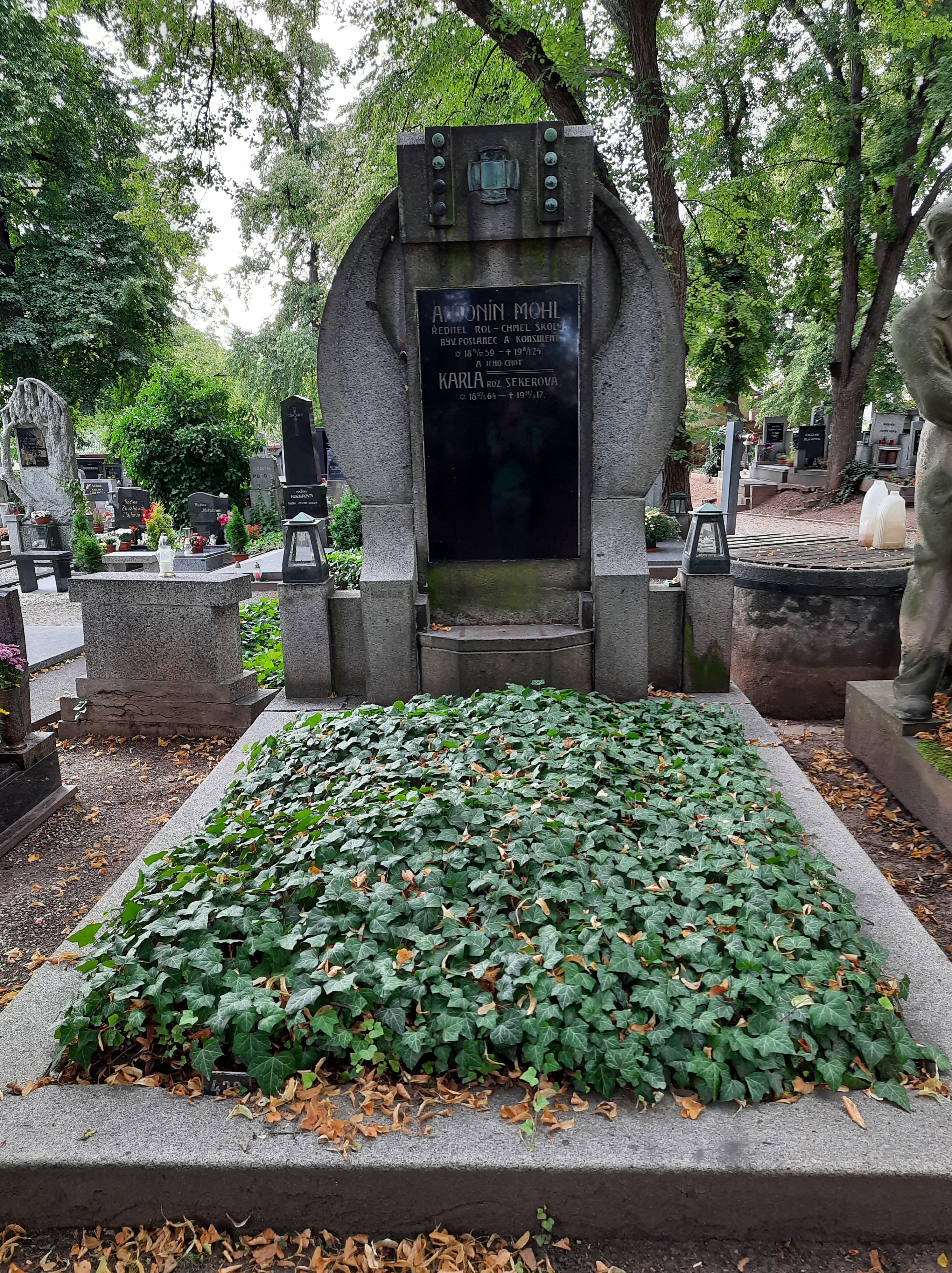
Hrobka rodiny Antonína Mohla na Městském hřbitově v Rakovníku

Na počátku století se zapojil i do zemské politiky. V doplňovacích volbách roku 1903 byl zvolen do Českého zemského sněmu v kurii venkovských obcí, obvod Rakovník, Křivoklát, Nové Strašecí, Louny. Mandát obhájil v řádných volbách v roce 1908. Politicky se uvádí coby člen České agrární strany. Kvůli obstrukcím se ovšem sněm po roce 1908 fakticky nescházel.
Zemřel v lednu 1924 a byl pohřben v rodinné hrobce na městském hřbitově v Rakovníku. Jeho syn Antonín Mohl mladší byl architektem a projektantem.
V Lounech na Komenského náměstí má Chmelniční kotvu, kterou zhotovil Vladislav Mirvald.